# Synchiropus
Synchiropus es un género de peces marinos de la familia Callionymidae, en el orden de los Perciformes.

## Especies
El Registro Mundial de Especies Marinas reconoce las siguientes especies en el género:
- Synchiropus altivelis (Temminck & Schlegel, 1845)
- Synchiropus atrilabiatus (Garman, 1899)
- Synchiropus australis (Nakabo & McKay, 1989)
- Synchiropus bartelsi Fricke, 1981
- Synchiropus circularis Fricke, 1984
- Synchiropus claudiae Fricke, 1990
- Synchiropus corallinus (Gilbert, 1905)
- Synchiropus delandi Fowler, 1943
- Synchiropus goodenbeani (Nakabo & Hartel, 1999)
- Synchiropus grandoculis Fricke, 2000
- Synchiropus grinnelli Fowler, 1941
- Synchiropus hawaiiensis Fricke, 2000
- Synchiropus ijimae Jordan & Thompson, 1914
- Synchiropus kanmuensis (Nakabo, Yamamoto & Chen, 1983)
- Synchiropus kinmeiensis (Nakabo, Yamamoto & Chen, 1983)
- Synchiropus kiyoae
- Synchiropus laddi Schultz in Schultz et al., 1960
- Synchiropus lateralis (Richardson, 1844)
- Synchiropus lineolatus (Valenciennes in Cuvier & Valenciennes, 1837)
- Synchiropus marmoratus (Peters, 1855)
- Synchiropus minutulus Fricke, 1981
- Synchiropus monacanthus Smith, 1935
- Synchiropus morrisoni Schultz in Schultz et al., 1960
- Synchiropus moyeri Zaiser & Fricke, 1985
- Synchiropus novaecaledoniae Fricke, 1993
- Synchiropus ocellatus (Pallas, 1770)
- Synchiropus orientalis (Bloch & Schneider, 1801)
- Synchiropus orstom Fricke, 2000
- Synchiropus phaeton (Günther, 1861)
- Synchiropus picturatus (Peters, 1877)
- Synchiropus postulus Smith, 1963
- Synchiropus rameus (McCulloch, 1926)
- Synchiropus randalli Clark & Fricke, 1985
- Synchiropus richeri Fricke, 2000
- Synchiropus rosulentus Randall, 1999
- Synchiropus rubrovinctus (Gilbert, 1905)
- Synchiropus sechellensis Regan, 1908
- Synchiropus signipinnis Fricke, 2000
- Synchiropus splendidus (Herre, 1927)
- Synchiropus springeri Fricke, 1983
- Synchiropus stellatus Smith, 1963
- Synchiropus tudorjonesi Allen & Erdmann, 2012
- Synchiropus valdiviae
- Synchiropus zamboangana Seale, 1910

## Galería

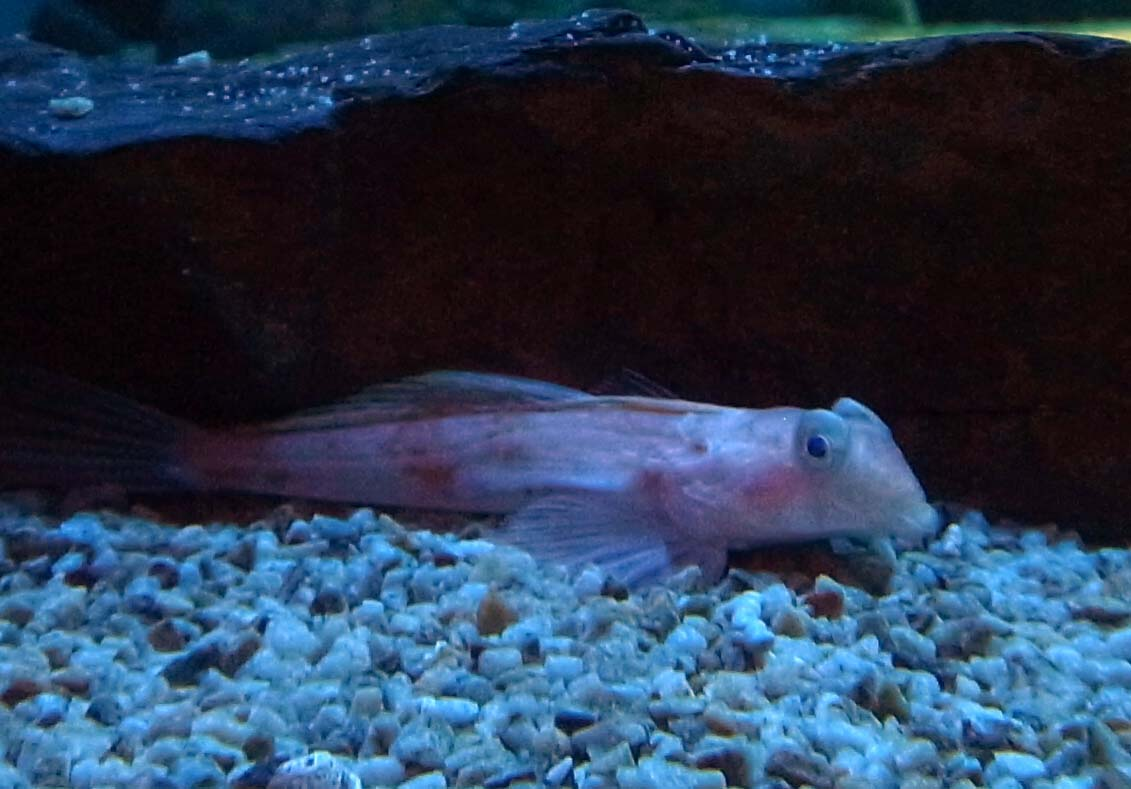
Synchiropus altivelis
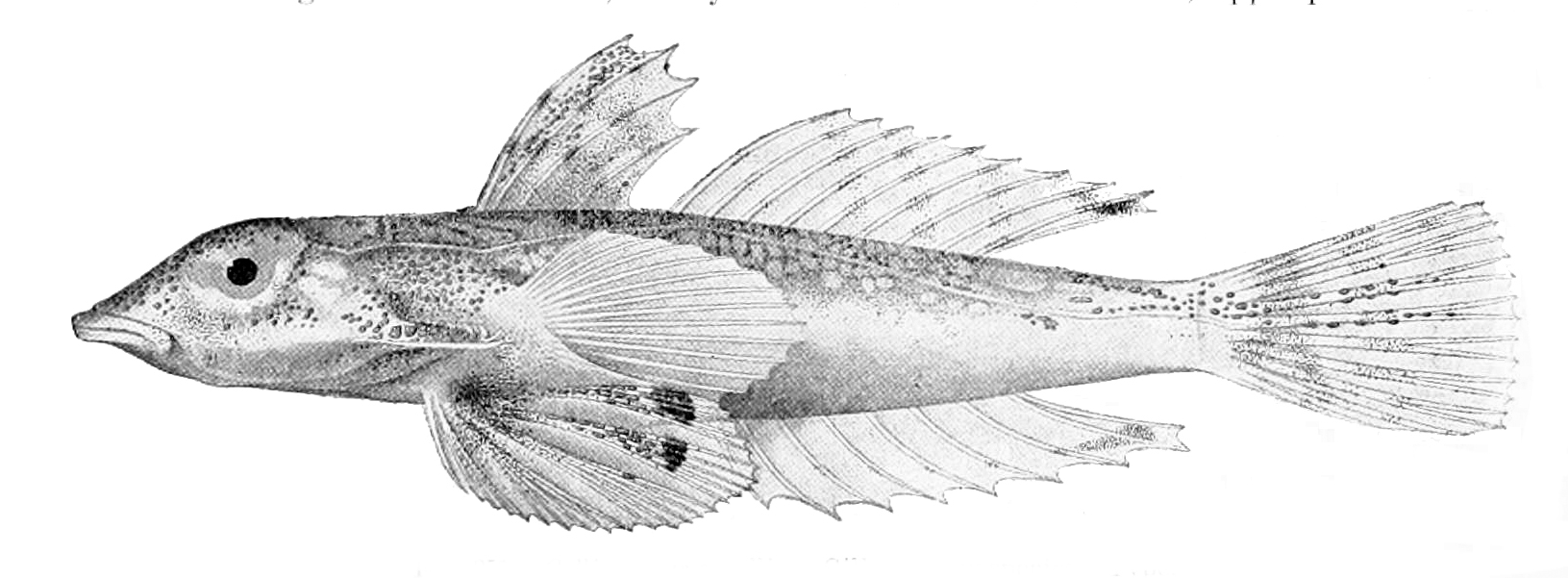
Synchiropus corallinus
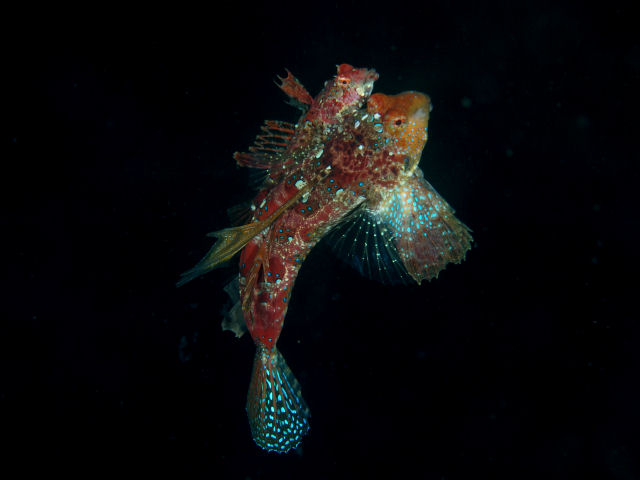
Synchiropus ijimae
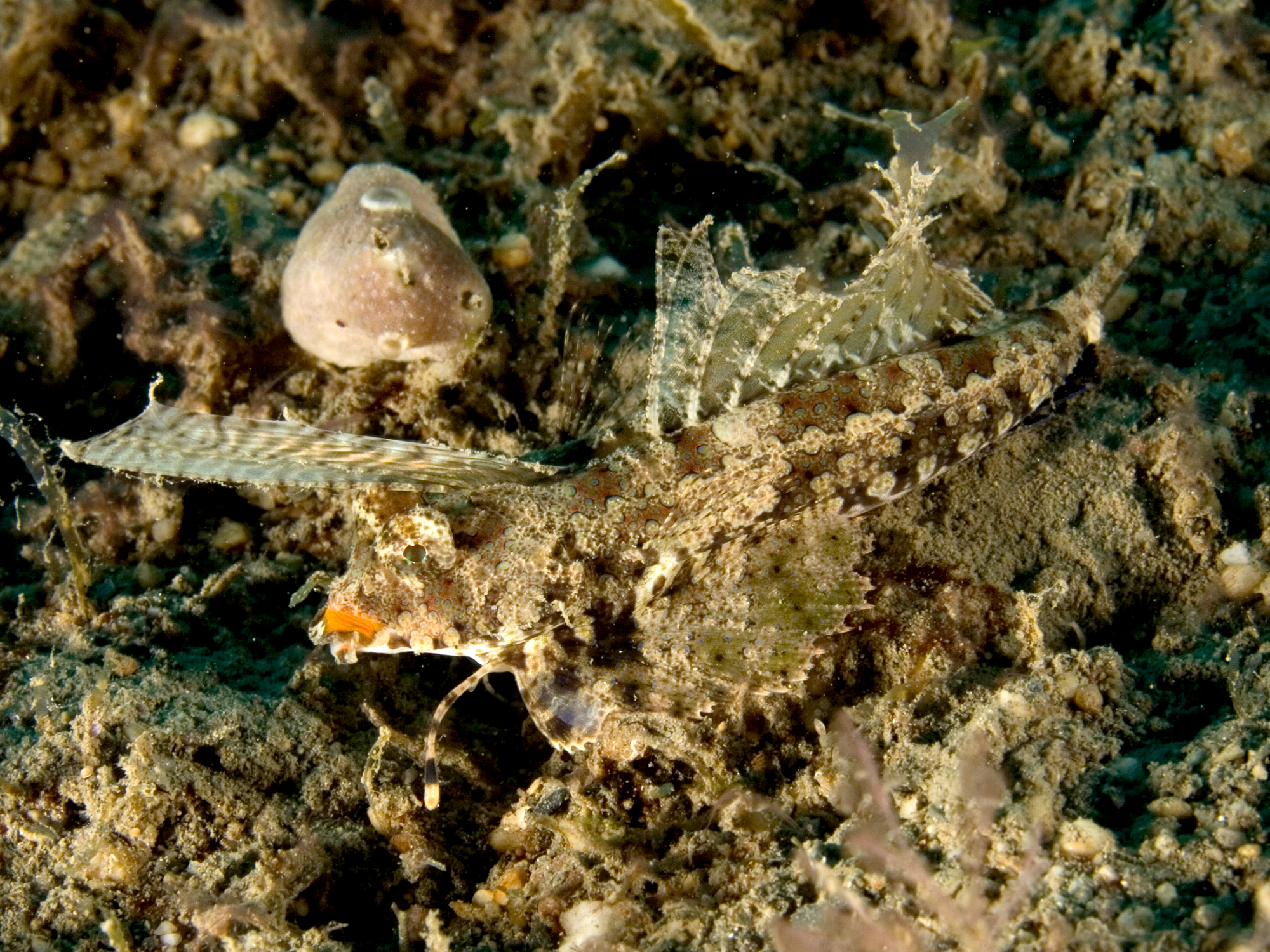
Synchiropus morrisoni
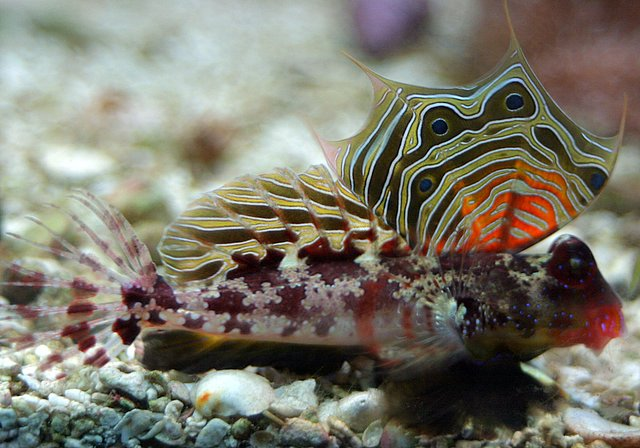
Synchiropus ocellatus
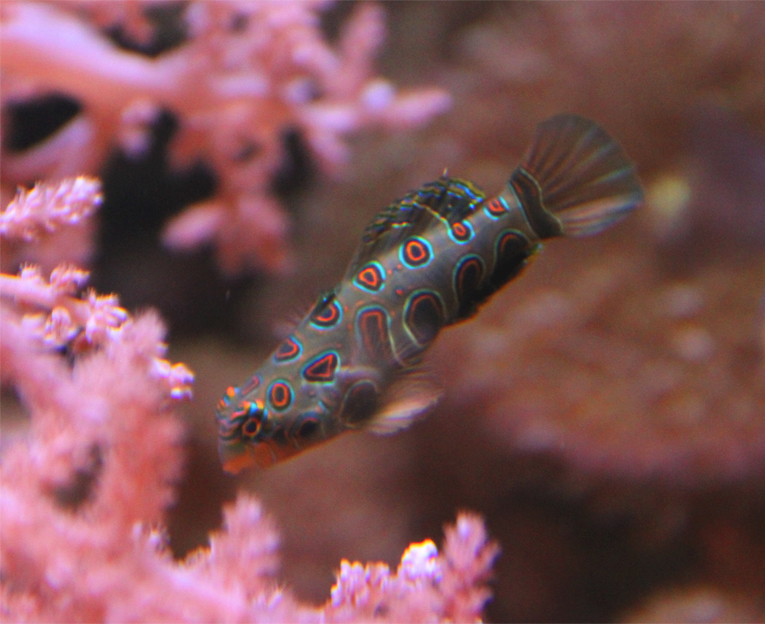
Synchiropus picturatus
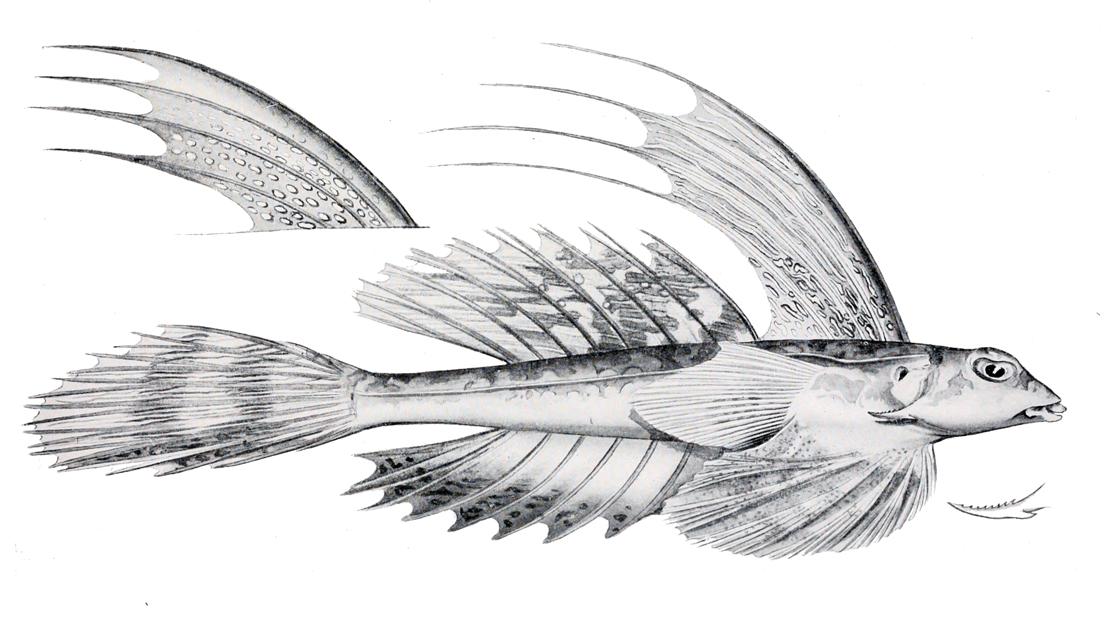
Synchiropus rameus
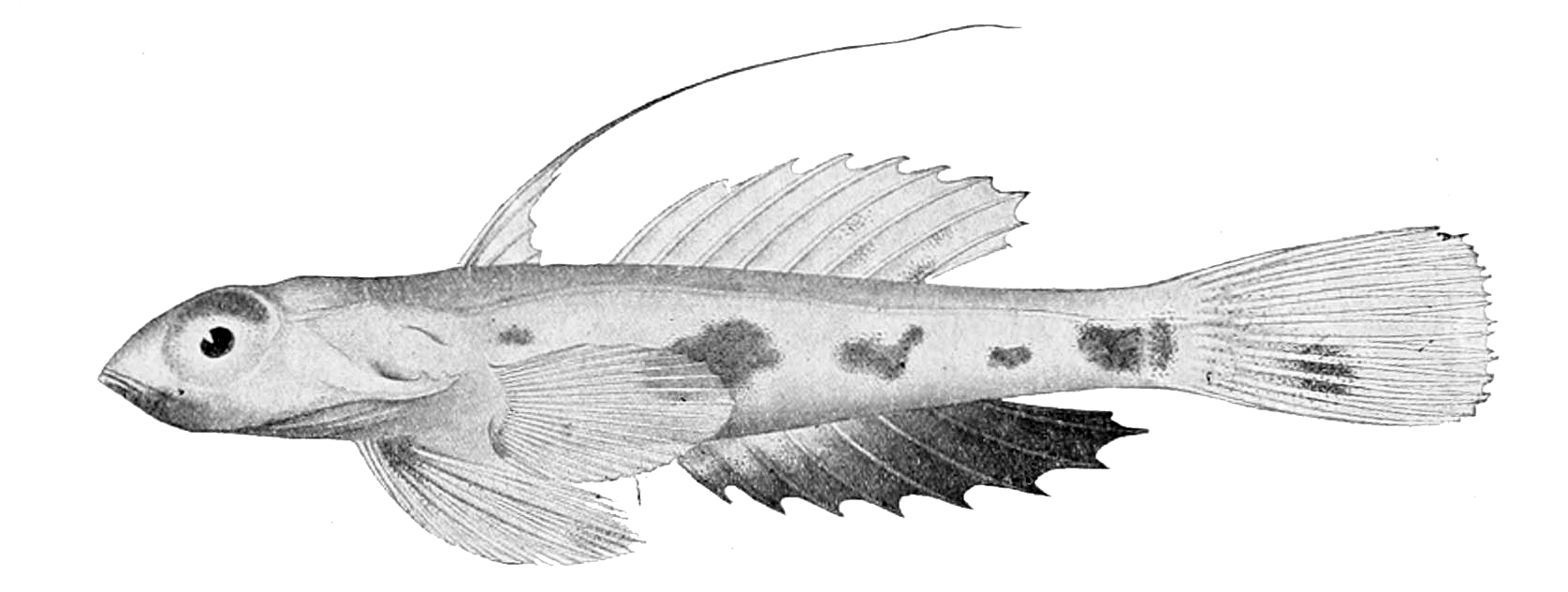
Synchiropus rubrovinctus
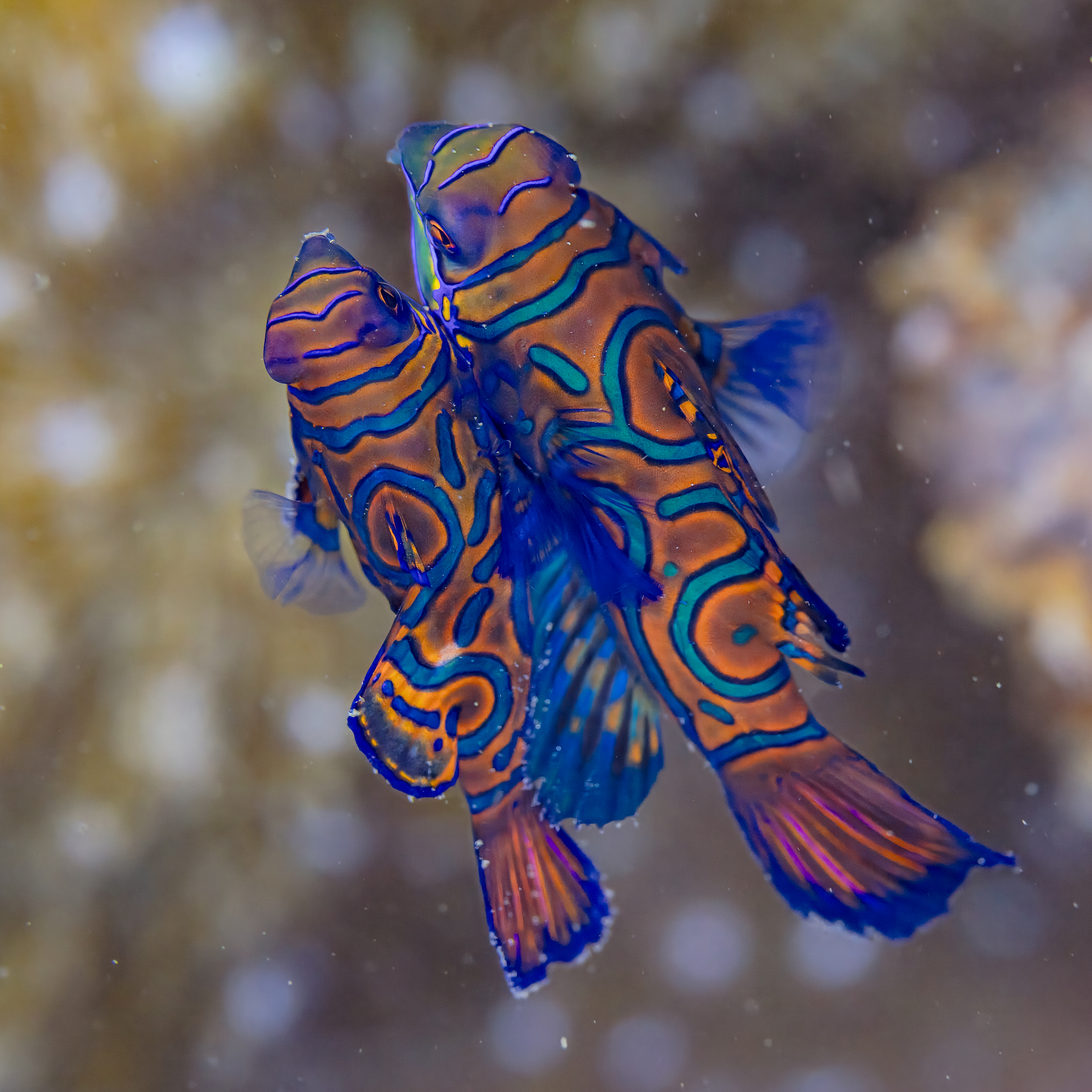
Synchiropus splendidus